# Roll On (Kid Rock)
Roll On è un brano musicale composto da Robert James Ritchie e Marlon Young ed interpretato dallo stesso Ritchie, meglio noto come Kid Rock, pubblicato il 23 settembre 2008 dall'etichetta discografica Atlantic Records come quarto singolo tratto dall'album Rock n Roll Jesus.
Si tratta di un altro brano di genere country rock che fa seguito al successo del singolo precedente All Summer Long.
Il singolo ha raggiunto un modesto successo nelle classifiche di vendita della Germania, mentre non ha raggiunto la chart degli Stati Uniti.